# Situla (Gefäß)

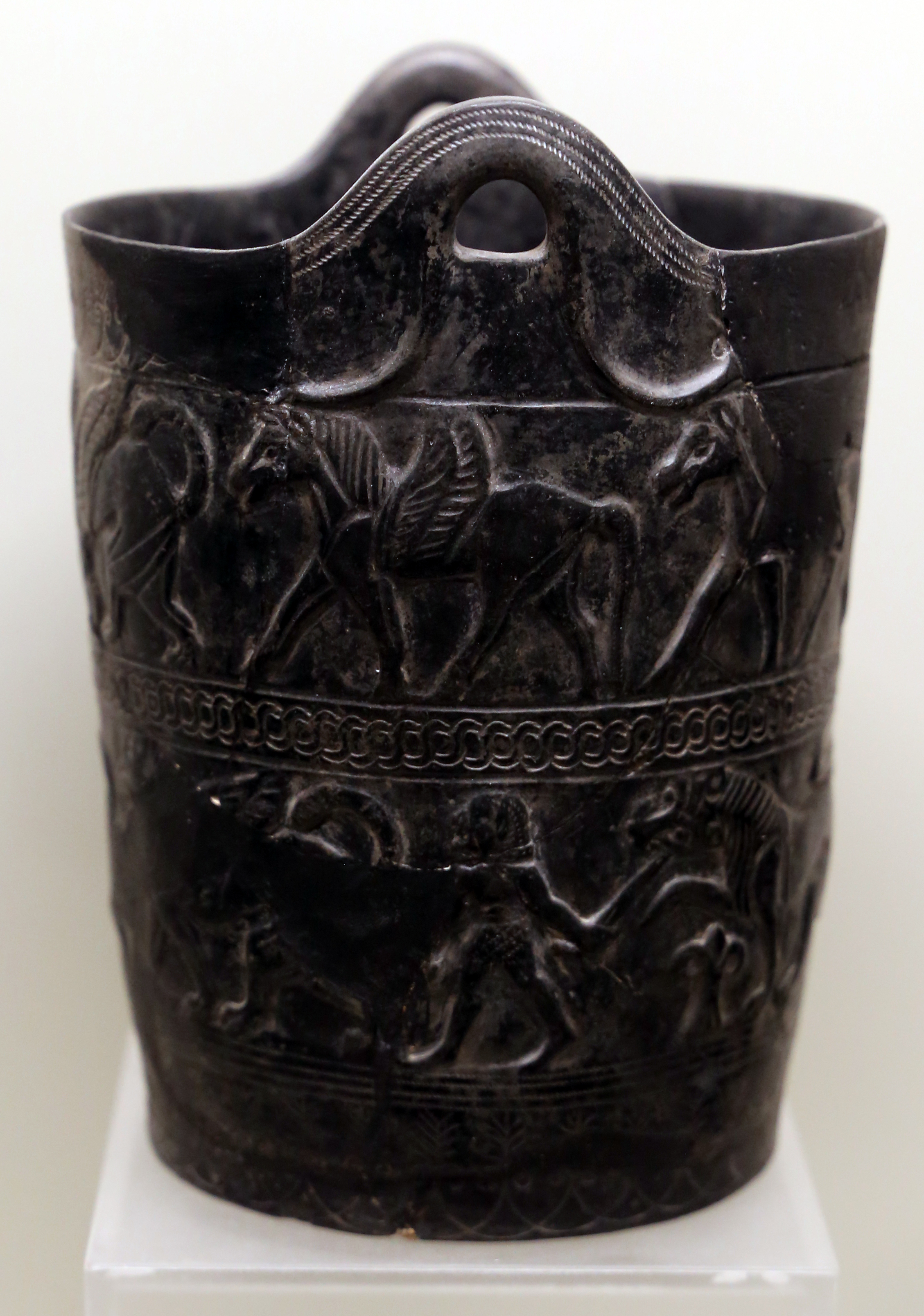
Etruskische Situla aus Cerveteri

Als Situla (lateinisch für „Eimer“) wird ein metallener Gefäßtyp der Bronze- und frühen Eisenzeit im etruskisch-italischen Gebiet sowie in der Hallstattkultur bezeichnet. Nicht selten sind diese Situlen mit einem getriebenen figuralen Relief verziert. Die Situlenkunst ist stiltypisch für diese Kulturen und eine der wichtigsten Quellen mit zeitgenössischen Abbildungen. Auch in der folgenden griechisch-römischen Epoche gab es prunkvoll verzierte Eimer, die ebenfalls als Situlen bezeichnet werden.

## Verbreitung und Datierung
Hauptverbreitungsgebiet der bronze- und eisenzeitlichen Situlen ist die Este-Kultur in Oberitalien – die Umgebung von Bologna sowie Slowenien, Tirol und Venetien – und der Bereich Hallstatt–Dürrnberg. Die Situlen dieser Gruppe gehören der Este-Kultur und der Hallstattzeit an, wobei man die ältesten Stücke um 600 v. Chr., die jüngsten um 100 v. Chr. datiert (Hallstattzeit C und D, Latènezeit A und B). Die Situla von Kuffern in Niederösterreich war bis 2022, als die Situla von Irlbach gefunden wurde, das nördlichste Fundstück dieser Art.
Die Situlen der griechischen und römischen Kultur zeigen andere Charakteristika. Eine typische Form wird als Hemmoorer Eimer bezeichnet.

## Form und Verzierung

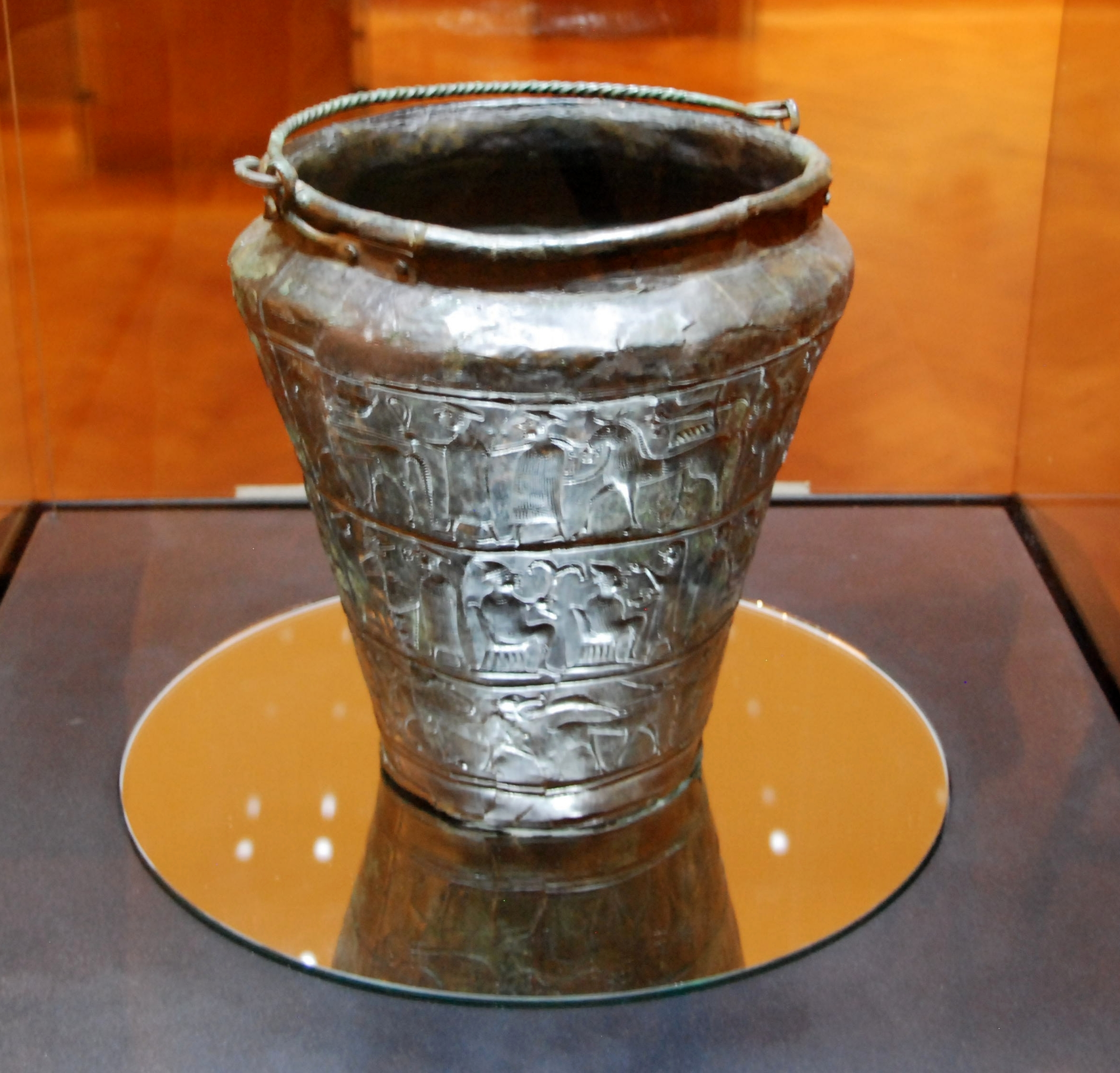
Situla von Vače, Slowenien

Eine Situla ist leicht konisch (nach unten hin schmaler werdend) mit ebener Standfläche, aus Bronzeblech hergestellt, ca. 25–30 Zentimeter hoch und mit einem Henkel versehen. Situlen haben die Form eines Kübels. Situlen wurden in Treibarbeit hergestellt; meistens sind sie mit Bildfriesen verziert.
Als Verzierungselemente wurden Menschen dargestellt, zum Beispiel in Trinkszenen, Kriegerzügen, als Faustkämpfer, Musikanten oder Wagenfahrer – meist in Profilansicht, jedoch auch Hirsche, Steinböcke und Raubtiere, etwa geflügelte Löwen. Die Bildfriese verraten oft südliche (etruskische oder ostgriechische) Einflüsse. Vermutlich handelt es sich hier um Ausstattungsstücke der Oberschicht in einer aristokratisch geprägten Gesellschaft.
Ein bedeutendes Beispiel ist die Situla aus Vače (Slowenien), 500 v. Chr. Ihren Gefäßkörper bedecken drei Figurenfriese. In der oberen Reihe sind ein Pferdeführer, zwei Reiter und zwei verschiedene Wagen zu sehen, in der Mitte eine Festszene mit zwei Männern neben einem Fußkessel, ein thronender Mann, drei Zecher, der mittlere die Syrinx blasend, mit Zuhörerschaft, ein Faustkämpfer mit Zuschauern, ganz unten sieht man ein Tierfries mit einem Raubtier, Hirschkühen und Steinböcken.
Weitere Beispiele sind die Situla von Kuffern (Naturhistorisches Museum Wien), die Situla in Providence (Rhode Island), die Situla von Toplice, die Situla von Novo mesto, die Situla von Welzelach, die Situla von Kleinklein, und für den oberitalienischen Raum die Situla Benvenuti (Este) und die Situla Certosa (Museo Cívico Archeologico, Bologna).

## Verwendung
Man verwendete sie zum Mischen von Wasser und Wein oder zur Aufbewahrung von Flüssigkeiten, wohl auch zu kultischen Zwecken. Aus ihnen wurde direkt mit dem Trinkbecher geschöpft.
Aus der römischen Kultur sind auch Schriftzeugnisse überliefert, die Auskunft über die Verwendung der dortigen Situlen geben: Eimer fanden dort Einsatz zum Transport von Wasser und Wein, aber auch zum Sammeln von Regenwasser und zum Schöpfen von Flüssigkeiten.
Später wurden die Situlen auch als Urnen eingesetzt.